# مايك موران
مايك موران (بالإنجليزية: Mike Moran)‏ هو لاعب كرة قدم بريطاني في مركز جناح ‏، ولد في 26 ديسمبر 1935 في ليك في المملكة المتحدة. لعب مع نادي كرو ألكساندرا.